# اشتفان زالیگر
اشتفان زالیگر (انگلیسی: Stefan Saliger؛ زادهٔ ۲۳ دسامبر ۱۹۶۷) بازیکن هاکی روی چمن اهل آلمان بود.